# Alejandro Ropero
Alejandro Ropero Molina (Villa de Otura, 17 april 1998) is een Spaans wielrenner.

## Carrière
In 2019 behaalde Ropero, namens de opleidingsploeg van Kometa, meerdere overwinning en ereplaatsen in het Spaanse amateurcircuit. Het jaar erna maakte hij de overstap naar de hoofdmacht van de ploeg. Eind augustus 2020 won Ropero de openingsrit in de Ronde van Italië voor beloften. De leiderstrui die hij daaraan overhield moest hij twee dagen later afstaan aan de Italiaan Luca Colnaghi. In het algemeen klassement eindigde Ropero op de zevende plaats, met bijna elf minuten achterstand op winnaar Tom Pidcock.
Omdat zijn ploeg in 2021 een stap hogerop deed, werd Ropero dat jaar prof. In juni werd hij negende in de Ronde van de Apennijnen, een maand later twaalfde in de Prueba Villafranca de Ordizia. In zijn tweede jaar als prof werd Ropero onder meer zevende op het door Carlos Rodríguez gewonnen nationale wegkampioenschap.

## Overwinningen
2020
1e etappe Ronde van Italië, Beloften

## Ploegen
- 2018 –  Polartec Kometa (stagiair vanaf 1 augustus)
- 2020 –  Kometa Xstra Cycling Team
- 2021 –  EOLO-Kometa
- 2022 –  EOLO-Kometa
- 2023 –  Electro Hiper Europa

Albanese · Archibald · Bais · Belletti · Christian · Dina · Fancellu · Fetter · Fortunato · Frapporti · García · Gavazzi · Grávalos · Pacioni · Ravasi · Rivi · Ropero · Sevilla · Viegas · Wackermann · Hernaiz (stagiair) · Martin (stagiair) · Piganzoli (stagiair)
Albanese · Bais · Bevilacqua · Christian · Dina · Fancellu · Fedeli (vanaf 20/6) · Fetter · Fortunato · García · Gavazzi · Grávalos · Lonardi · Maestri · Á. Martín · D. Martín · Ravasi · Rivi · Ropero · Rosa · Sevilla · Viegas · Montoli (stagiair) · Muñoz (stagiair) · Pietrobon (stagiair)